# Sandor Rac
Sandor Rac, né le 21 mai 1956 à Uroševac en Yougoslavie (aujourd'hui au Kosovo), est un ancien handballeur yougoslave puis serbe international espoir évoluant au poste de gardien de but. Il est reconverti entraîneur depuis 1992 et a notamment remporté plusieurs titres avec le Metz Handball.

## Biographie
Sandor Rac commence sa carrière de gardien de but dans les années 1970 en Yougoslavie, évoluant pendant 14 ans en première division yougoslave, le plus fort championnat en Europe à l'époque. Avec le RK Proleter Zrenjanin, il est ainsi vice-champion de Yougoslavie en 1984 et participe ainsi à plusieurs coupes d'Europe. Il est également sélectionné en équipe nationale espoir de Yougoslavie.
En 1988, il prend la direction de l'AC Boulogne-Billancourt alors que le club bient d'être relégué en Division 2. En 1991, le club est relégué en Nationale 1 et Rac arrête sa carrière de joueur pour devenir l'entraîneur du club. Il permet alors à l'ACBB de retrouver la Division 2 lors de la saison 1995-1996 qu'il termine à la 2e place, synonyme de retour du club dans l'élite. Après une 10e place en 1997 synonyme de maintien, Rac quitte l'ACBB.
Il rejoint alors le SLUC Nancy où il reproduit la même performance, permettant au club de passer de la Nationale 1 à la Division 1 en étant vice-champion de D2 en 2001. Si le club termine la saison 2001-2002 à une belle 9e place, le club est rétrogradé en Nationale 1 pour problèmes financiers.
Il prend alors la direction du Club Africain Tunis pendant deux ans et demi avec succès puisqu'il remporte deux  coupes nationales en 2003 et 2004 et deux Coupe d'Afrique des Vainqueurs de Coupe en 2004 et 2005. Puis pendant 10 mois, il part au Qatar pour diriger le club d'Al Rayyan.
En 2006, il revient en France en prenant la tête du club féminin du Metz Handball pendant trois saisons, réalisant à chaque fois le doublé Championnat-coupe de la Ligue. En 2009, il rejoint le Luxembourg et le HBC Bascharage mais ne parvient pas à gagner de titre, échouant par deux fois en finale de coupe. Donc après trois saisons, les deux parties se séparent et Rac retourne à Metz. Devant faire face au départ de
plusieurs joueuses majeures telles Amandine Leynaud, Allison Pineau et Claudine Mendy, il permet malgré tout club de faire une très belle saison 2012-2013, réalisant le doublé Championnat-Coupe de France et atteignant la finale de la Coupe EHF. La saison suivante, il ajoute à son palmarès un Championnat et une Coupe de la Ligue.
En 2014, il signe un contrat de trois ans au Havre AC qui a alors l'ambition de bâtir une grande équipe pour entrer en concurrence avec Metz et Fleury. Le club réalise une saison moyenne en championnat et atteint la demi-finale de la Coupe d'Europe Challenge. Opposé au club français de Mios Biganos-Bègles, le Havre s'impose 28 à 21 lors du match aller en Gironde mais s'écroule complètement lors du match retour à domicile. Sandor Rac ne supporte pas la manière dont cela s'est passé, fini par craquer complètement au point d'être en arrêt maladie. Il n'assiste alors pas à la fin de la saison cauchemardesque du club qui finit par être relégué avec une seule victoire lors des play-down. S'ajoute alors à cela des problèmes financiers qui conduit le club en redressement judiciaire en juin 2015. Rac est alors contraint de quitter le club Havrais et rejoint alors l'US Saintes.

## Palmarès

### En tant qu'entraineur
AC Boulogne-Billancourt
- passage N1 à D2 puis D1 en 1997

SLUC Nancy
- passage N1 à D2 puis D1 en 2002

Club Africain de Tunis
- vice-champion de Tunisie en 2003
- vainqueur de la coupe de Tunisie en 2003 et 2004
- vainqueur de la coupe d'Afrique des Vainqueurs de Coupe en 2004 et 2005

Al Rayyan
- vice Champion du Qatar

Metz Handball
- champion de France en 2007, 2008, 2009, 2013 et 2014
- vainqueur de la coupe de la Ligue en 2007, 2008, 2009 et 2014
- vainqueur de la coupe de France en 2013
- finaliste de la coupe de l'EHF en 2013

## Récompenses individuelles
- Meilleur entraineur du championnat de France en 2009[1] et  2013[2]

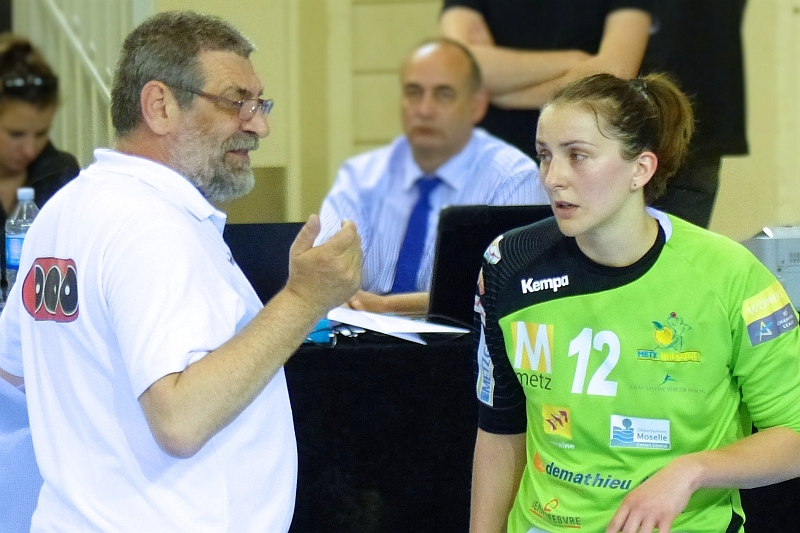
Le 28 mai 2014, avec Gervaise Pierson lors de la finale aller du championnat de France face à Issy Paris Hand.
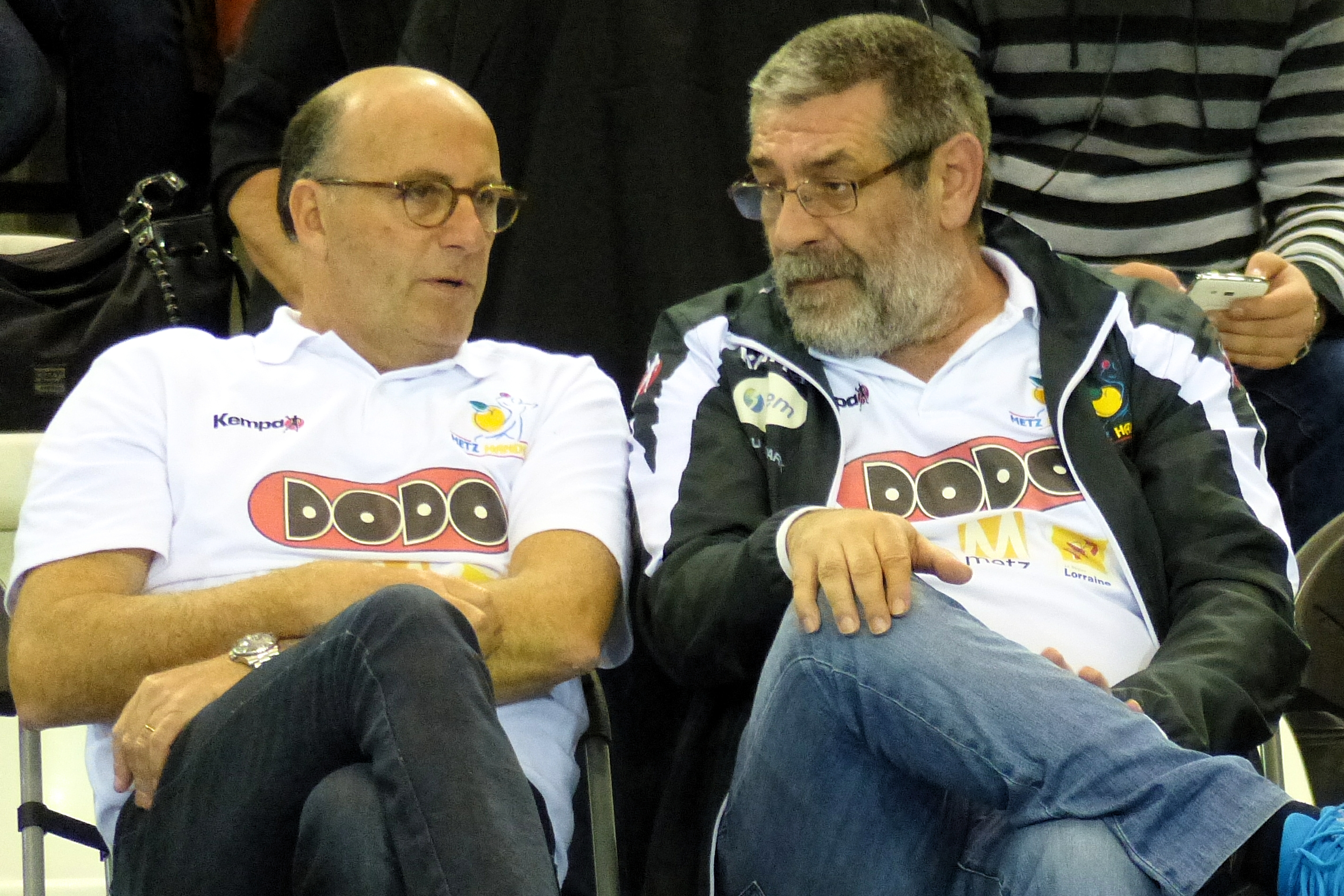
Le 28 mai 2014, avec Thierry Wiezman, président du Metz Handball.
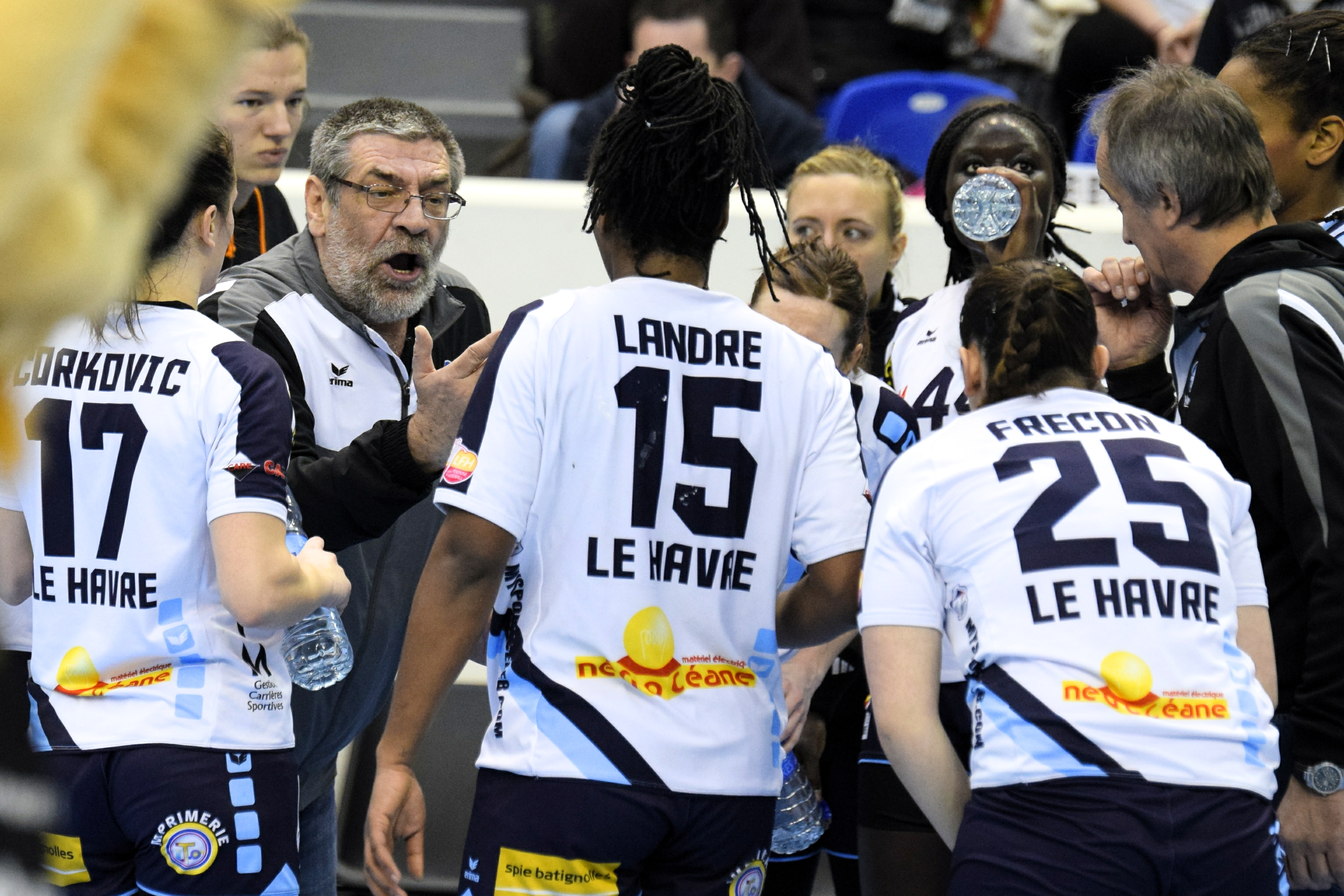
Le 4 mars 2015, avec ses joueuses du Havre AC lors de la rencontre de la 16e journée face à Issy Paris Hand.